# Distretto di Rzeszów
Il distretto di Rzeszów (in polacco powiat rzeszowski) è un distretto polacco appartenente al voivodato della Precarpazia.

## Geografia antropica

### Suddivisioni amministrative
Il distretto comprende 14 comuni.
- Comuni urbani: Dynów
- Comuni urbano-rurali: Błażowa, Boguchwała, Głogów Małopolski, Sokołów Małopolski, Tyczyn
- Comuni rurali: Chmielnik, Dynów, Hyżne, Kamień, Krasne, Lubenia, Świlcza, Trzebownisko